# Соловьёв, Александр Дмитриевич
Алекса́ндр Дми́триевич Соловьёв (6 сентября 1927, Москва — 6 апреля 2001, Москва) — российский математик.

## Биография
Родился в семье врача. В 1951 году окончил механико-математический факультет МГУ, с которым оказалась связана вся его дальнейшая жизнь (учёба в аспирантуре, преподавание). В 1955 году защитил кандидатскую диссертацию «Проблема моментов для целых аналитических функций», подготовленную под руководством А. О. Гельфонда.
Под влиянием Б. В. Гнеденко обратился к исследованиям по теории надёжности. В 1965 году вместе с ним и Ю. К. Беляевым опубликовал книгу «Математические методы теории надежности», переведенную затем на ряд языков. Изложенные в ней и других работах результаты принесли ему известность как одного из создателей теории надежности. По этой тематике в 1972 году защитил докторскую диссертацию «Системы массового обслуживания с быстрым обслуживанием».
В 1970-е годы А. Д. Соловьёв приступает к исследованиям по истории математики, выполнявшимися в соавторстве с женой Светланой Сергеевной Петровой. Основными направлениями его историко-математических интересов явились теория вероятностей и математический анализ (конечные разности, преобразование Лапласа, асимптотические методы). Его работам в этой области свойственны почти математическая точность постановки историко-математической задачи, глубокое проникновение в математическую сущность проблемы, блестящая математическая и историко-математическая её проработка.
А. Д. Соловьёв состоял членом экспертного совета ВАК по специальности «Математический анализ», членом диссертационных советов механико-математического факультета и факультета вычислительной математики и кибернетики МГУ, заместителем председателя диссертационного совета по истории физико-математических наук Института истории естествознания и техники им. С. Н. Вавилова РАН, членом редколлегии сборника «Историко-математические исследования». С 1992 года — заместитель заведующего кафедрой теории вероятностей мехмата МГУ. Авторитет А. Д. Соловьёва как математика позволял ему отстаивать в математическом сообществе интересы историко-математической науки.
Заслуженный профессор Московского университета (1999)

## Интересные случаи
Во второй половине 1950-х годов А. Д. Соловьёв, тридцатилетний доцент кафедры математического анализа механико-математического факультета МГУ, работал по совместительству в математической лаборатории НИИ-17. В лаборатории решались различные прикладные задачи, решения надо было доводить до числа, сложные громоздкие формулы упрощать, оценивать точность полученных приближенных результатов. Здесь проявилась высочайшая математическая квалификация Александра Дмитриевича. Он оказывал консультации сотрудникам лаборатории в решении стоящих перед ними задач. Увидев, что Соловьев симпатизирует молодой сотруднице лаборатории Светлане, начальство стало давать ей для решения наиболее трудные из стоящих перед НИИ задачи.

## Сочинения
- Математические методы в теории надежности (с Б. В. Гнеденко и Ю. К. Беляевым). М.: Наука, 1965.
- Исчисление конечных разностей (с С. С. Петровой). // В кн.: «Математика XIX века. Чебышевское направление в теории функций. Обыкновенные дифференциальные уравнения. Вариационное исчисление. Теория конечных разностей». Под ред. А. Н. Колмогорова и А. П. Юшкевича. М.: Наука, 1987, с. 240—285. Англ. перевод: Theory of finite differences. // Mathematics in XIX century. / Kolmogorov A.N., Youshkevitch A.P. (Eds.). Basel-Boston-Berlin: Birkhauser Verlag, 1998.
- Об истории создания метода перевала (с С. С. Петровой). // Историко-математические исследования, вып. 35, СПб., 1994, стр. 148—164.
- П. А. Некрасов и центральная предельная теорема теории вероятностей. // Историко-математические исследования. Вторая серия. Вып. 2(37), М., 1997, с. 9-22.
- The origin of the method of steepest descent (with S. Petrova). // Historia mathematica, vol. 24, 1997, No 4, p. 361—375.
- Асимптотические методы Лапласа (с С. С. Петровой). // Историко-математические исследования. Вторая серия. Вып. 4(39), М., 1999, с. 277—287.